# Luis Beder Herrera
Luis Beder Herrera (Campanas, 25 de mayo de 1951) es un político y abogado  de Argentina, gobernador de la Provincia de La Rioja en 1991 y entre 2007 y 2015 y diputado nacional desde 2015 hasta 2019.

## Biografía
Nació el 26 de mayo en Campanas, Departamento Famatina, Provincia de La Rioja, hijo de Isidoro S. Herrera y Lorenza Reynoso. Realizó sus estudios universitarios en la Universidad Nacional del Litoral, recibiéndose de Abogado en 1976.
Fue Diputado por su departamento desde 1985 hasta 1991, como Vicepresidente de la Legislatura asume como Gobernador interino en junio de 1991 ante la renuncia de Agustín de la Vega al borde de la destitución, en ese año fue elegido Vicegobernador de la provincia hasta 1995, en 1999 volvió a ser electo como Vicegobernador hasta el 2007, cuando tras un complicado trámite, la Legislatura sentenció la suspensión del gobernador. Al día siguiente, Beder Herrera asumió la gobernación de la provincia. En octubre de ese año, Beder Herrera se presentó a las elecciones de gobernador, ganando por amplia mayoría. En esas elecciones, el exgobernador Carlos Saúl Menem resultó tercero.
Durante su gobernación se dio por inaugurado el acueducto que une la planta potabilizadora de Chañar con el dique de Olta, en el departamento General Belgrano. La obra es de más de 34 kilómetros de longitud y demandó una inversión que superó los 30 millones de pesos, y fue considerada por él como una de las grandes obras hídricas de su gobierno. También construyó establecimientos escolares.
En febrero del 2016, a dos meses de expirar su mandato como gobernador, sufrió una hipotensión en camino a un asado. Fue internado en el Hospital Vera Barros de La Rioja Capital y a los días fue llevado a Capital Federal a la clínica Suizo Argentina, donde el equipo del cardiólogo Luis de la Fuente le realizó un cateterismo electrofisiológico.

## Cargos desempeñados
- 1983-1991: diputado provincial por el departamento Famatina. Se desempeñó como vicepresidente 1.º de la Cámara de Diputados.
- 1991-1995: vicegobernador de la provincia.
- 1995-1999: ministro coordinador de Gobierno, de la provincia de La Rioja.
- 1995-2007: vicegobernador de la provincia.
- 2000: ministro coordinador de Gobierno, en simultáneo.
- 2007: gobernador tras la destitución de Ángel Maza.
- 2007: reelegido como gobernador de La Rioja.
- 2011: reelegido como gobernador de La Rioja (por el 67,2% de votos, contra el candidato radical Julio Martínez con el 19,6%).[4]
- 2015: diputado nacional.

## Conflictos
En 2017 presentó un amparo judicial para detener un proyecto de energía solar justificando su pedido porque la empresa "viene a producir energía solar sin dejar un peso en la provincia y por 25 años facturarán millones de dólares" y que "limitará la capacidad de explotación futura del sol por parte de la provincia", este amparo, según la compañía encargada de la construcción del proyecto, generaría grandes pérdidas al país por tener que importar energía y no poder usar los recursos renovables.
Posteriormente, el 11 de septiembre de ese mismo año, Beder Herrera anunció que retiraba el amparo judicial que había frenado la construcción del parque solar.

## Elecciones 2019
Para las elecciones del 2019 Luis Beder Herrera adelantó que el año que viene volverá a ser candidato a gobernador de La Rioja en un frente encabezado por la Democracia Cristiana junto con partidos provinciales.